# クロガネ
『クロガネ』は、池沢春人による漫画作品。『週刊少年ジャンプ』（集英社）2011年39号から2013年9号まで連載された。剣道を題材としたスポーツ漫画。話数カウントは「○本目」。
全68話であるが、単行本第8巻に描き下ろしの番外編と後日譚が収録されており、単行本では全70話となっている。
『週刊少年ジャンプ』2011年3・4合併号に掲載された読み切り版が元。主要人物の設定は連載版に準ずる。

## あらすじ
運動音痴ながらも人並み外れた視力を持つ高校生、黒鉄博人。彼はある日、剣道部員の白鳥乙鳥から、「桜一刀流」で最強と謳われた江戸時代の女剣士の幽霊・刀条さゆりの話を聞く。その後、博人は噂通りさゆりに襲われてしまうも、その一撃をかわす。さゆりは博人を桜一刀流の後継者にする事を決意する。最初は拒む博人であったが、乙鳥が不良たちに絡まれている所をさゆりと共に助けた事で、昔憧れを抱いた「ヒーローになる」事に目覚め、剣道をしながら桜一刀流を学んでいく。

## 登場人物
声の項はVOMIC版のもの。

### 主要人物
黒鉄 博人（くろがね ひろと）
声 - 江口拓也
本作の主人公。桜夏高校1年。
優れた視力・観察力を持っている（視力は測定不能で、記録上は3.0）。眼鏡をかけているが、これは本人曰く「曇りガラス」で、「見えすぎる」ために普段は眼鏡で抑えている。にも関わらず、生まれつき体力が絶望的に低く、体がついていけないため、スポーツに活かす事はできない（今まで卓球、空手、テニス、バスケなどに挑戦したものの、長続きしなかった）。サッカーでキーパーをした際などは、真正面のシュートが見えていたのにも関わらず顔面に直撃してしまうほど反射神経が無いのだが、こと剣道・剣術となるとその超人的な視力に見合った反射神経を見せ、相手の攻撃をことごとく避けるほどの反射神経を発揮するという、まさに剣道に特化した人間であるといえる。
小学生のころ、運動音痴の自分と正反対で、自分を引っ張ってくれたある上級生に「ヒーロー」と誇張するほど憧れを持った。それから、刀条さゆりと出会い、彼女の助けで体を連動させ、剣道でツバメを助ける。それから自分もヒーローになることを目指す。その後、剣道部に入部し、様々なライバル達を相手に試合をし、桜一刀流を学んでいく。昼間は部活で練習、夜は夢の中でさゆりとの修行をしているため、異常なまでの成長を遂げている。
刀条 さゆり（とうじょう さゆり）
声 - 生天目仁美
江戸時代の女剣士の幽霊。享年21。生前は女性ながら身長176cmという長身であった（幽霊になってからは2mを越えている）。ちなみにスリーサイズは110/64/88と超弩級バディを誇る。
150年前に最強と謳われた「桜一刀流」道場の七代目師範をしていた。しかし、大火で道場が焼け落ちてしまい、「桜一刀流」がこの世から永らくの間消えていたため、150年経ってなお幽霊として後継者さがしをしていた。ヒロトと出会い彼を試した結果、一太刀をかわせたため彼を評価し、ヒロトを桜一刀流の後継者に選んだ。
幽霊のため、夢の中に入り込むことも可能。夢の中で目覚まし代わりにヒロトを惨殺したり、「ご褒美」と言ってお色気攻撃をしたりする。剣道部入りして以降は夢の中で｢桜一刀流」の指導を始めた。普段はヒロトの母親が大切にしている市松人形「小町（身長72cm）」の中に入り込んでいて、昼の間は基本的に人形としてヒロトをサポートするが、幽霊として活動することも可能。
ヒロトに対して非常に甘く、幽霊としてなら他人の目に見えないことを利用して試合中に手を貸し、ヒロトに一本を取らせたこともあるほど。
150年の間、幽霊として東京の移り変わりを見てきたため、ある程度の歴史や文化、現代語は知っている。好物は納豆。

### 桜夏高校
白鳥 乙鳥（しらとり つばめ）
声 - 寿美菜子
桜夏高校1年。剣道部マネージャー兼女子剣道部員。
天然。入学式の時、ヒロトに消しゴムを拾ってもらい、あれからヒロトを「いい人」と印象づけ、気に入っている。刀条さゆりの幽霊の噂をヒロトに話し、剣道部に勧誘した。巨乳でお色気シーンが目立つ。
葉桜 士道（はざくら しどう）
桜夏高校1年。
中学時代の都戦の覇者で、中学時代相手に一本もとらせなかった実力をもつ。剣道を心から愛しており、剣道のことを少しでも悪く言われると逆上する。
現在は何らかの理由で左腕を負傷している。ドクターストップがかかっているが、腕を治す意思は一切なく右腕一本で剣道を続けると決意しているので無視している。
ひょんな事からヒロトと一戦交えるが、さゆりが憑依したヒロトの大技「桜花七式・終（しまい）の太刀」に敗れる。それからヒロトをライバルとして認め、彼とのいつかの再戦に向け強くなるため、ヒロトと共に剣道部に入部する。
江花 青春（えばな あおはる）
桜夏高校1年。
隠居監督のはとこの子供。幼少時父親の言いつけで隠居の道場に預けられ無理矢理剣道をやらされていたことから、剣道は嫌いだった。
入学早々ケンカをし、停学していた。ケンカをして怪我をしていたところ、ツバメが手当てをしてくれたため、ツバメに惚れ嫌いだったはずの剣道部に入部する。
類稀なる運動能力を剣道の動きに落とし込めずにくすぶっていたが、逆に自分の体を最も活かせる喧嘩のやり方に剣道を巻き込むルール違反ギリギリの「喧嘩闘法」を習得する。
シドウとは何かと反りが合わず、口ゲンカが耐えない。しかし剣士同士としての信頼関係は築けている。
神宮 剣（かみや つるぎ）
桜夏高校3年。剣道部主将。
東京屈指の剣士であり、部員からは絶対的な信頼を得ている。白零の夜鷹もその実力を認めている。顔に大きな傷があるが、これについては誰にも話していない。最長のリーチで最速の一太刀打ち下ろすだけの超攻撃型戦型「火の構え」を得意とする。
朝霧 直（あさぎり なお）
桜夏高校3年。剣道部副主将。銀髪にメッシュとスポーツマンらしからぬ髪型。ドイツ語が堪能。
神宮にも劣らない実力者で「最後の切り札（エース）」と呼ばれる。親が一流企業の社長である御曹司。神宮に惹かれ、中学から剣道を始めた。昨年の関東予選でチームが負けたことにより、父親との約束を守りドイツの名門校へ留学する。神宮と一緒に全国を目指せる最後の年、博人たちが昨年敗北を期した錬兵高校に勝利したことで剣道部へ戻ることを決める。
由利 瞬太（ゆり しゅんた）
桜夏高校3年。剣道部副主将代理。
体力作りのために始めた剣道だったが、神宮に会い本気でやるようになる。朝霧が部活を辞めた後は代理として副主将を務める。温厚な性格。
筧 吾郎（かけい ごろう）
声 - 益山武明
桜夏高校2年。髪は天然パーマがかっている。プライドが高く、最初はヒロトが剣道部に入ることをよく思っていなかった。
木野子 六郎（きのこ ろくろう）
声 - 布施川一寛
桜夏高校2年。おかっぱ頭で目が隠れている。本来は漫画家志望で、剣道は将来剣道漫画を執筆するためにやっている。
猿渡 優（さるわたり まさる）
声 - 烏丸祐一
桜夏高校2年。顎鬚に眼鏡をかけている。
隠居 武文（かくらい たけふみ）
桜夏高校剣道部の監督。日本史と地理の教師。妻と娘とは別居中。好きなものはおっぱいと覗き。将棋が趣味。喫煙家。
剣の道に携わる者同士の所為か、さゆりとすぐに意気投合する。適当でズボラな三枚目の中年親父にも見えるが「才能を絶対視しない」クレバーな面もある。
桜花高校剣道部が20年前都大会優勝、インターハイ2位にまで昇りつめた黄金世代の大将を務めていた。剣道5段で大学時代は有名な剣士だった。
鍵宮 姫（かぎみや ひめ）
桜夏高校2年。女子剣道部。
ホテルを経営する一族の娘。朝霧とは幼少期に親の繋がりで知り合い、一目惚れ。朝霧を追って桜夏高校剣道部へ入部。朝霧目当てであるため、剣道は大嫌いだが、持ち前の器用さで実力はそこそこ。
白鳥 孔雀（しらとり くじゃく）
桜夏高校3年。女子剣道部部長。ツバメの姉。
しっかり者だが頑固で不器用。自分と通じるところのある神宮のことが一年生の頃からずっと気になっている。剣道の実力はそこそこ。
蜂水 舞（はちみ まい）
桜夏高校1年。女子剣道部。
ツバメとは中学剣道部からの友達。剣道は現在の女子部員の中で一番強い。

### 白零高校
夜鷹 泰山（よだか たいざん）
白零高校3年。主将。インターハイ個人戦2連覇している日本一の高校剣士。その実力から「剣聖」と呼ばれている。
ヒロトと同様に眼が良い。
さゆりと互角にやり合った上に、戦いの中で成長し続けるなど、実力は計り知れない。終始微笑みを絶やさず、穏やかな言動をとるが、練習試合で当たったヒロトに対して「捨ての大将」と切り捨てる不敵さも併せ持つ。
烏堂 真弓（うどう まゆみ）
白零高校3年生で副将。
実力は他校ならエース級。「殺す」が口癖であるなど言葉遣いは少々毒がある。誰よりも結果にこだわる性格で、ケガをしているシドウの左手を容赦なく狙った戦い方をした。
大狼 空（おおがみ そら）
白零高校1年生で中堅。
中学のころの大会では毎回決勝でシドウと戦っていた。かなりの天然かつ能天気で素直過ぎる性格をしており、先輩に犬扱いされている。
レギュラーになるために行われる18時間休憩ナシの勝ち抜き戦で、前レギュラーを含む104人をノンストップでねじ伏せるほどの実力を持つ。戦型は無尽蔵のスタミナを生かした全方位無限連続攻撃。
童子 晴臣（どうじ はるおみ）
白零高校2年。長い髪を後ろで一つに結っている。軽い体を生かしたスピードファイター。駄洒落やギャグが好きで、鳥堂を鎧坂と共にからかっている。
鎧坂 剛（よろいざか ごう）
白零高校2年。相撲出身の剣士で、その巨躯から繰り出される体当たりは相手を場外へ吹き飛ばすほどの威力がある。童子のギャグや相手に点数を付ける癖がある。
児島 隆（こじま たかし）
白零高校剣道部監督。隠居の大学時代の後輩で、相当しごかれていたようである。レギュラーのカリスマが強く、部員が自発的に稽古するため、あまり仕事がない。
夜鷹 七海（よだか ななみ）
チーフマネージャー。実は名前の通り夜鷹の妹。兄を追ってか、幼馴染みの童子を追ってか、白零に来た。運動部ではないので寮ではなく近くに一人暮らし。兄がよく心配で様子を見に来る。

### 落陽高校
護国 無人（もりくに むじん）
落陽高校3年。副部長。
坊主頭で、眉毛を丁寧そっており、黒いマスクをしている（本人曰く、表情を読まれないため）。謎に包まれた男で、剣道部員でも彼の情報を知る者は少ない。
灰咲 芭蕉（はいざき ばしょう）
落陽高校2年。
ぼさぼさの髪の毛を肩まで伸ばしており、目の周りにくまがある。非常にわがままで自分勝手だが、落陽の人間にはほどほどに一目置いている。
禍津（まがつ）
落陽高校剣道部（学年不明）。左目に眼帯をしている。使用しない時は自身の竹刀に包帯を巻いており、「ラグナロク」と呼び時々話しかけている、中二病。
霊峰 陽（たまみね よう）
落陽高校1年。シドウのかつての親友。シドウに勝つためにシドウを裏切る。
馬空（ばくう）
落陽高校3年。部長。フルネームは不明。本人曰く「燃費」が悪く、自分が闘う価値のない相手との試合は無駄と考え、試合に出ない。人間離れした巨体。
楓（かえで）
落陽高校剣道部マネージャー。学年は不明。正体は刀条真の妹であったが、その設定は本編では使われなかった。

### 城礼高校
音無 奏（おとなし かなで）
城礼高校1年。
音で相手の動きを読む剣士。相手の攻撃のリズムを読み打突をかわし、相手が重心を移す瞬間に攻撃する。雑音が嫌いで普段はイヤホンで音楽を聴いている。
大木 昴（おおき すばる）
城礼高校1年。
音無と二人で城礼を引っ張るエース。自分からは絶対に打たない、徹底した返し技の剣士。中学時代、「独活の大木」と呼ばれるのが嫌でかなりの練習量をこなしたが、それが災いし左足のアキレス腱を怪我してしまう。それ以来、返し技を磨き続けた。足の指の動きだけではって進み、青眼の構えにより相手の目の錯覚を誘い相手に打たせる、「虚の先剣」を使う。
番田（ばんだ）
城礼高校1年。
引き分け狙いで桜夏高校に勝とうとするが、「剣道なんて簡単に快感を味わえるゲーム」と剣道を馬鹿にし、士道の逆鱗に触れ瞬殺される。

### 錬兵高校
白銀 光輝（しろがね こうき）
錬兵高校2年。
錬兵を変えたと言われる噂の二年生で、彼が入ったことで一躍強豪となった。ヒロトが憧れていたヒーロー。小さい頃からあらゆるスポーツが得意だった。
努門 勉（どもん つとむ）
錬兵高校3年。主将。
入学時には既に廃れ、文献が残るのみだった錬兵の二刀流をコーチと共に復興に尽力し、完成させた。

### 雲鶴高校
刀条 真（とうじょう まこと）
雲鶴高校2年。16歳。身長169センチメートル。誕生日は1月8日。B型。桜一刀流の現当主。
桜一刀流を代々継ぐ刀条家の15代目の跡取り。14代目である父に小さいころから剣を教わってきた。刀条家の歴史の中でも優れた才能を持ち、免許皆伝も間近と言われていたほど。
桜花七式を現代剣道に合わせて進化させた「新七式」を操る。
関東予選でヒロトが使用する桜花七式を見て、桜一刀流の秘伝書をヒロトが持っていると考え、ヒロトの前に現れる。
猪戸 猛（ししど たける）
雲鶴高校3年。部長。顎髭を生やしている。「剣道の本質は勝敗をつけることではない」という学校の理念を守り、対外試合をしてこなかったが、刀条の気迫に負け、彼の頼みを聞きIHに出場する。
猫宮 晴（ねこみや はれ）
雲鶴高校1年。雨とは双子の兄弟。長い髪を三つ編みにしている。気が強く好戦的。
猫宮 雨（ねこみや あめ）
雲鶴高校1年。晴とは双子の兄弟。長い髪を後ろで1つに結っている。おどおどとした性格だが剣道は強い。
狐賀 敦之（こが あつゆき）
雲鶴高校2年。一応東京都民ではあるが口調は訛っている。サングラスをしており（試合中もなぜか外さない）、左の眉の上にピアスを3つしている。ツバメに一目惚れする。
対外試合を一切してこなかったせいか、一本を決めたあとガッツポーズをして取り消しになるなど、細かいルールを把握していない。

### その他
黒鉄 悟（くろがね さとる）
ヒロトの父。由緒あるお寺の住職。人形にとりついているさゆりを普通に受け入れている。
黒鉄 陽子（くろがね ようこ）
ヒロトの母。和服が普段着で、息子大好き。人形にとりついているさゆりを普通に受け入れており、娘も欲しかったため満足している。
刀条　一（とうじょう　はじめ）
150年前の桜道場の門下生の少年。下級武士の家に生まれたが、取りつぶしにより縁戚の刀条家に引き取られた養子。剣の腕は素晴らしく、さゆりから八代目を継ぐ予定であったが、自らの出自を思い悩み道場を去る際に道場を全焼させる事故を起こしてしまい、さゆりが焼死してしまう。刀条真は彼の子孫。

## 用語

### 桜一刀流
150年前、当時最強と謳われていたが、江戸の大火により道場が焼け落ち、門下生を全員失いその名を世に残すことなく滅びた「撃剣」の流派。力で劣る女性の為に生まれた剣術で、力や速さで制するのではなく、相手の動きを利用する。 
桜花七式 一の太刀 「五月雨」
向かってくる相手の動きを先読みし、喉が来るであろう位置に竹刀を置いておく予知の突き。	 
桜花七式 一の太刀 「五月雨・眉月」
「五月雨」の派生技。「五月雨」は置いておく突きであるため、普通の突きとは違い腕にわずかに余力を残しており、その力で手首をひねり相手の喉を追う「曲がる突き」。打突の一瞬に動く対象を追うため、ヒロトの眼によってしかできない秘策。
桜花七式 一の太刀 「無月・五月雨」
「五月雨」の派生技。
桜花七式 新 一の太刀 「時雨」
「撃剣」の時代のものであった桜一刀流を現代剣道に合わせて進化させた新たな桜花七式の一の太刀。

桜花七式 二の太刀 「陽炎」
五月雨と同じ構え・同じ挙動から繰り出される抜き胴。自分から突くと見せて相手の攻撃を誘い、そのまま全く別の返し技につなげる、「フェイント」と「カウンター」を1つの技で行う技。自分から打った技が結果的に返し技になる。五月雨を知っている相手にほど真価を発揮する見せかけ技。
桜花七式 新 二の太刀 「不知火」
「撃剣」の時代のものであった桜一刀流を現代剣道に合わせて進化させた新たな桜花七式の二の太刀。相手の太刀を防具で受け止め抜き胴を放つ。防具がなかった時代にはできなかった技。
桜花七式 三の太刀 「飛花」
五月雨・陽炎と同じ構えで相手の「見せかけ技」を誘い、そのまま最速最短の飛び込み面を放つ技。
桜花七式 「凍鶴」
桜花七式 「春雷」
桜花七式 「神無」
桜花七式 終の太刀　「現身」
桜一刀流の天下無双を決定付けた七の秘剣の中の最後の奥義。仕組みは「面切り落とし面」に似ており、「面切り落とし面」は相手が竹刀を振り下ろすときに相手の竹刀を払うのに対し、「現身」はそのはるか前、相手が竹刀を振りかぶる時に相手の竹刀を退ける。相手の力が入る前に竹刀を払う為、力を必要としないが、その代わりに何十倍の精度のタイミングが必要となる。さゆりが幽霊になった後も、いつか出会う現代の弟子の為に150年間改良を加え続けた技。

## 書誌情報
- 池沢春人 『クロガネ』 集英社〈ジャンプ・コミックス〉、全8巻
  1. 「ヒーロー」2011年12月7日第1刷発行（12月2日発売[集 1]）、ISBN 978-4-08-870359-6
  2. 「大将 黒鉄」2012年2月8日第1刷発行（2月3日発売[集 2]）、ISBN 978-4-08-870378-7
  3. 「青春」2012年5月7日第1刷発行（5月2日発売[集 3]）、ISBN 978-4-08-870423-4
  4. 「はじまりの先へ」2012年7月9日第1刷発行（7月4日発売[集 4]）、ISBN 978-4-08-870469-2
  5. 「最後のエース」2012年9月9日第1刷発行（9月4日発売[集 5]）、ISBN 978-4-08-870502-6
  6. 「桜夏の夜明け」2012年11月7日第1刷発行（11月2日発売[集 6]）、ISBN 978-4-08-870537-8
  7. 「桜の資格」2013年1月9日第1刷発行（1月4日発売[集 7]）、ISBN 978-4-08-870601-6
  8. 「僕の全てを」2013年4月9日第1刷発行（4月4日発売[集 8]）、ISBN 978-4-08-870651-1

## ヴォイスコミック
集英社のヴォイスコミック「VOMIC」として、2012年5月にジャンプ専門情報番組『サキよみ ジャンBANG!』にて放送され、同年6月からVOMIC公式サイトで配信された。